# Instituto Nacional de Câncer
O Instituto Nacional de Câncer é o órgão brasileiro auxiliar do Ministério da Saúde, inscrito no Cadastro Nacional de Pessoas Jurídicas (CNPJ) sob o nº 00.394.544/0171-50, que atua no desenvolvimento e coordenação de ações integradas para a prevenção e controle do câncer no Brasil. Constitui-se como Centro de Referência de Assistência de Alta Complexidade em Oncologia do MS, em conformidade com a Portaria 140/14.
Tais ações são de caráter multidisciplinar e compreendem a assistência médico-hospitalar, prestada direta e gratuitamente aos pacientes com câncer, no âmbito do SUS, e a atuação em áreas estratégicas como a prevenção e a detecção precoce, a formação de profissionais especializados, o desenvolvimento da pesquisa e a informação epidemiológica. Todas as atividades do INCA têm como objetivo reduzir a incidência e mortalidade causada pelo câncer no Brasil.

## O Instituto
O Instituto direciona sua atuação multidisciplinar ao desenvolvimento de programas e ações, incluindo projetos, estudos, pesquisas e experiências eficazes de gestão com instituições governamentais e não governamentais, além de manter acordos internacionais de cooperação em várias frentes, formando redes de conhecimento técnico e científico e buscando reduzir o impacto regional e global da doença.
O INCA é um órgão singular do Ministério da Saúde e integra a estrutura da Secretaria de Atenção à Saúde (SAS/MS). Como estabelece o Decreto Presidencial nº 8.901, de 10 de novembro de 2016, são atribuições do INCA:
1. Participar da formulação da política nacional de prevenção, diagnóstico e tratamento do câncer;
2. Planejar, organizar, executar, dirigir, controlar e supervisionar planos, programas, projetos e atividades, em âmbito nacional, relacionados à prevenção, ao diagnóstico e ao tratamento das neoplasias malignas e afecções correlatas;
3. Exercer atividades de formação, treinamento e aperfeiçoamento de recursos humanos, em todos os níveis, na área de cancerologia;
4. Coordenar, programar e realizar pesquisas clínicas, epidemiológicas e experimentais em cancerologia; e
5. Prestar serviços médico-assistenciais aos portadores de neoplasias malignas e afecções correlatas.

A contribuição do INCA na prevenção e controle do Câncer precede a constituição do SUS. A Lei nº 8.080, de 19 de setembro de 1990, art. 41, firmou a relevância das ações desenvolvidas pelo INCA como “referencial de prestação de serviços, formação de recursos humanos e para transferência de tecnologia”.

### Assistência
O INCA presta serviços médico-assistenciais aos portadores de neoplasias malignas e afecções correlatas em todas as etapas do cuidado.
As unidades assistenciais oferecem serviços de confirmação de diagnóstico, estadiamento, tratamento, reabilitação e cuidados paliativos, com atendimento multiprofissional integrado.
Dentro do modelo técnico-científico proposto para o INCA, todas as atividades assistenciais estão vinculadas à formação de recursos humanos nas diversas especialidades oncológicas, ao desenvolvimento da pesquisa clínica e à divulgação científica.

## Unidades hospitalares
As unidades hospitalares do INCA integram o Sistema Único de Saúde (SUS) e oferecem tratamento integral às pessoas que têm câncer. Estão localizadas na cidade do Rio de Janeiro e são classificadas como de alta complexidade. Isso significa que para ser paciente do INCA é necessário passar anteriormente por unidades de saúde de atenção básica (posto de saúde, ambulatório) e/ou de média complexidade (clínica especializada, hospital) onde tenha recebido o diagnóstico de câncer.

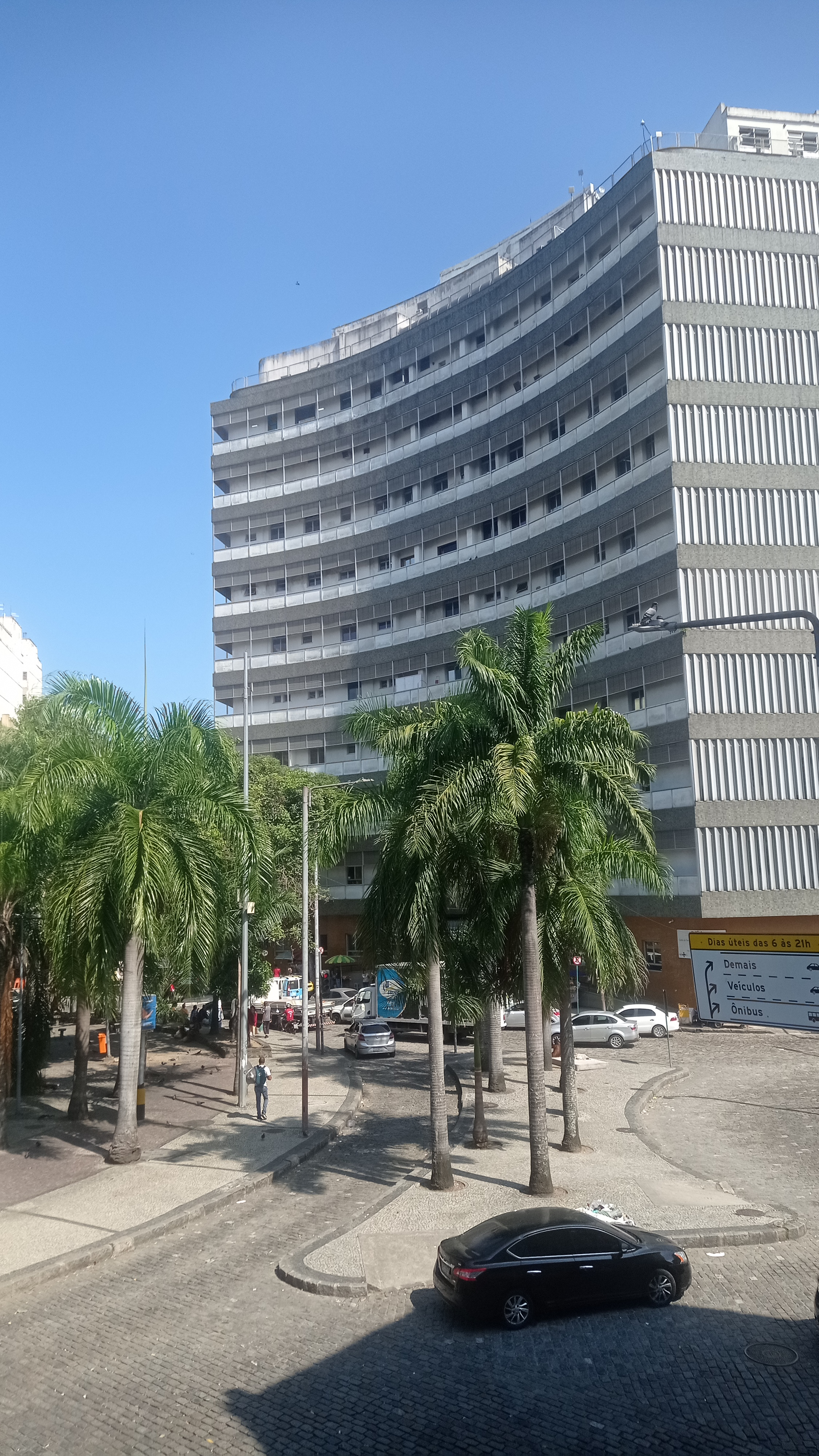
Hospital do Câncer I (HC I), do Instituto Nacional de Câncer (INCA), na Praça da Cruz Vermelha, no centro do Rio de Janeiro. Foto: Thiago Petra

### Hospital do Câncer I (HC I)
Atende a pacientes da maioria dos tipos de câncer, inclusive pediátrico; incluindo câncer do aparelho digestivo, das vias aéreas superiores, da tireoide, das glândulas salivares e do pescoço, assim como do aparelho respiratório e da pele. Presta também atendimento em neurocirurgia oncológica, urologia oncológica, hematologia oncológica, quimioterapia, radioterapia e braquiterapia. Possui unidades de tratamento intensivo (CTI) para adultos e crianças e uma unidade de recuperação pós-anestésica (UPO). A área complementar de diagnóstico e terapêutica compreende os Serviços de Radiologia, Física Médica, Radioterapia, Endoscopia, Patologia Clínica, Hemoterapia, Tecido Ósseo e Conectivo e Medicina Nuclear.
Ainda estão incluídas no HC I as atividades da Divisão de Patologia que presta serviços de citopatologia e histopatologia para as secretarias de 28 municípios no Estado do Rio de Janeiro.
O atendimento no HC I é feito de forma integral por uma equipe de saúde composta por médicos, enfermeiros, assistentes sociais, técnicos de enfermagem, nutricionista, fisioterapeutas, fonoaudiólogos, psicólogos e farmacêuticos.
O HC I possui 172 leitos (2022).

### Hospital do Câncer II (HC II)
O Hospital do Câncer II (HC II) é a unidade do INCA de referência para o tratamento de câncer ginecológico e tumores do tecido ósseo e conectivo (tratamento oncológico de tumores malignos ósseos e de partes moles).
A estrutura do HC II conta com centro cirúrgico, área de internação, centro de tratamento intensivo (CTI), unidades de pós-operatório, emergência, centro de quimioterapia e ambulatórios, incluindo o primeiro do País especializado em sexualidade para pacientes em tratamento contra tumores ginecológicos (câncer de colo do útero, câncer de ovário, de vagina e de vulva).
Em novembro de 2017, foi inaugurado o Centro de Diagnóstico do Câncer de Próstata, com capacidade para realizar até 15 biópsias por dia (3.600 por ano), com anestesista e assistência de equipe multidisciplinar.
O HC II possui 83 leitos (2022).

### Hospital do Câncer III (HC III)
O Hospital do Câncer III (HC III) é a unidade hospitalar do INCA especializada no tratamento do câncer de mama e dispõe de um Serviço de Pronto Atendimento, com estrutura restrita e especializado em oncologia mamária, destinado a pacientes matriculados no HC III que apresentam complicações do tratamento oncológico em curso.
O hospital oferece aos pacientes atividades de apoio e educação para os cuidados durante o tratamento, orientados por profissionais especializados como assistentes sociais, psicólogos, enfermeiros e fisioterapeutas..
O HC III possui 52 leitos (2012).

### Hospital do Câncer IV (HC IV)
O Hospital de Câncer IV (HC IV) é a unidade especializada em Cuidados Paliativos do INCA, responsável pelo atendimento ativo e integral aos pacientes encaminhados de outras unidades do Instituto com câncer avançado, sem possibilidades atuais de cura.
O HC IV trabalha com equipes multiprofissionais e conta com estrutura para a prestação de consultas ambulatoriais, visitas domiciliares e internação. Com o objetivo de facilitar a permanência do paciente em casa, o hospital disponibiliza material de conforto e medicamentos para o controle de sintomas e bem-estar.
Além do trabalho assistencial, o HC IV promove a formação e o treinamento de profissionais na área de Cuidados Paliativos e realiza atividades educativas junto aos cuidadores e/ou familiares que irão cuidar do paciente em casa.
O HC IV possui 56 leitos (2022).

### Centro de Transplante e Terapia Celular (CEMO)
O CEMO é a unidade do INCA que realiza tratamento de doenças no sangue como anemia aplástica, leucemia, linfomas e outras enfermidades com indicação de transplante de células-tronco hematopoéticas ou medula óssea.
o Centro, são realizados transplantes com doadores, que podem ser parentes do paciente ou voluntários (estes transplantes são chamados alogênicos aparentados, não aparentados ou haploidênticos) ou transplantes chamados autólogos, com material retirado do paciente.
Atende a pacientes adultos e crianças do Rio de Janeiro e demais regiões do Brasil no âmbito do SUS.
A unidade integra o Sistema Nacional de Transplante, do Ministério da Saúde, coordenando o Banco de Células de Sangue de Cordão, Banco de Cordão Umbilical e Placentário (BSCUP), Divisão de Imunogenética e Transplante de Medula (DITRAN) e o Registro Nacional de Doadores de Medula Óssea (REDOME). 
O CEMO possui 16 leitos (2022).

## Como é feito o primeiro atendimento no INCA?
Para ser paciente do INCA é necessário passar anteriormente por unidades de saúde de atenção básica (posto de saúde, ambulatório) ou de média complexidade (clínica especializada, hospital) e ter recebido diagnóstico de câncer. 
A solicitação de consulta deve ser feita através do Sistema Estadual de Regulação (SER) pelas unidades básicas de saúde onde está sendo atendido ou pelas Secretarias de Saúde onde não houver unidades básicas (posto de saúde ou Clínica de Saúde da Família). 
Já os pacientes de outros estados (fora do Rio de Janeiro) são agendados pela Central Nacional de Regulação de Alta Complexidade (CNRAC). 
Os sistemas de regulação gerenciam as vagas disponíveis e definem onde será feito o atendimento, segundo critérios como proximidade com a residência do paciente e complexidade do caso, assim reduzindo filas de espera e deslocamentos por longas distâncias. O paciente que é encaminhado para o INCA precisa se apresentar na data agendada com: autorização de consulta e exame, original e cópia dos documentos de identidade, CPF, comprovante de residência e todos os laudos/exames atuais que comprovem o diagnóstico de câncer.

## Programas e Ações
O INCA desenvolve ações, campanhas e programas em âmbito nacional em atendimento à Política Nacional de Prevenção e Controle do Câncer do Ministério da Saúde.
- Controle do Câncer do Colo do Útero
- Controle do Câncer de Mama
- Programa Nacional de Controle do Tabagismo
- Expansão da Assistência Oncológia (Projeto Expande)
- Programas de Qualidade em Radiações Ionizantes
- Programa de Transplante de Medula Óssea
- Banco Nacional de Tumores e DNA
- Vigilância do Câncer e seus Fatores de Risco
- Rede Nacional de Câncer Familial
- Comissão Nacional para Implementação da Convenção Quadro para o Controle do Tabaco – Conicq

## INCAVoluntário

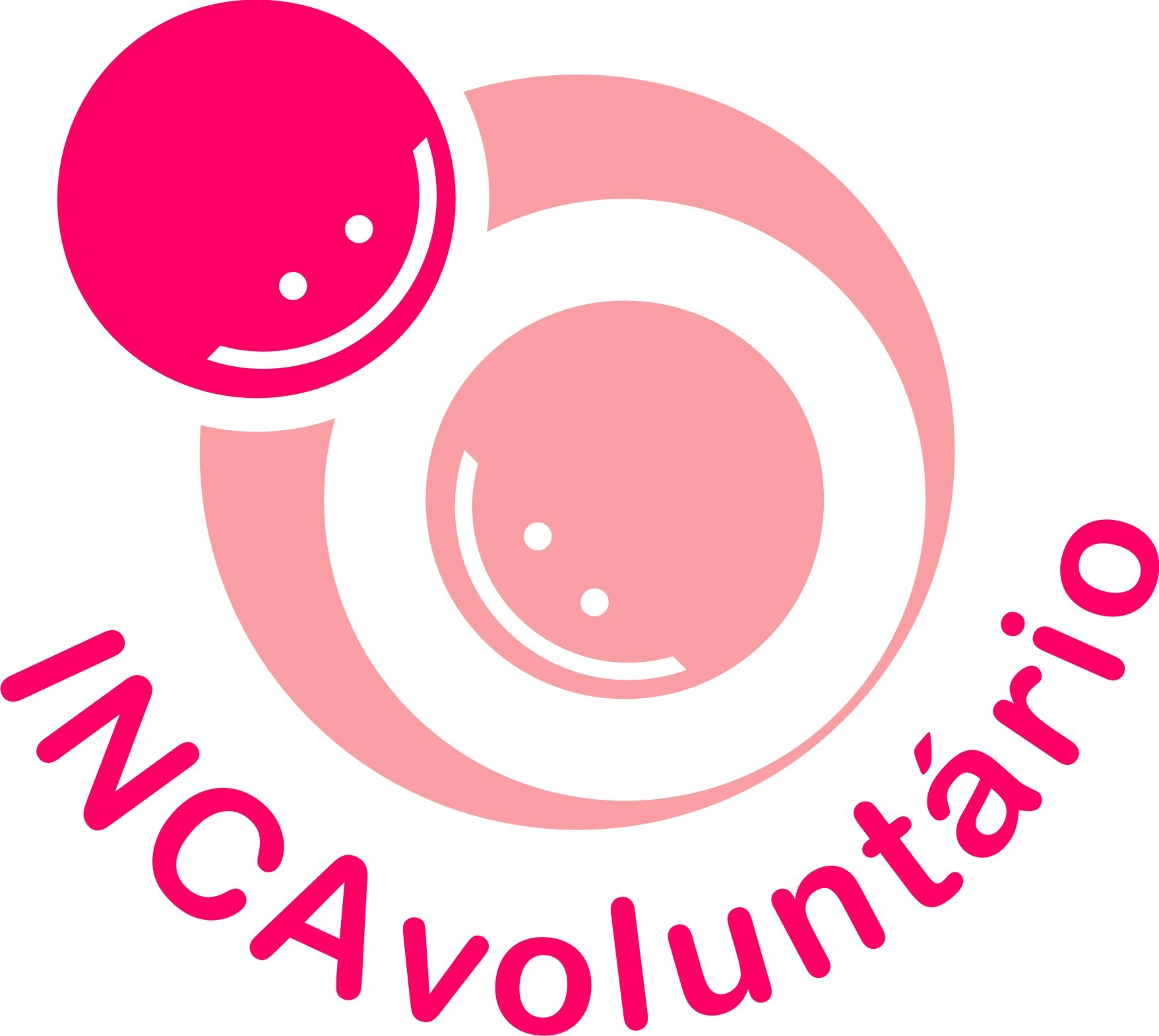
INCAVoluntário

A Área de Ações Voluntárias do INCA, também conhecida como INCAVoluntário, é responsável pelo planejamento e promoção de ações voluntárias educacionais, recreativas, culturais, de lazer e geração de renda para os pacientes do Instituto. Sua missão é contribuir para a melhoria da qualidade de vida dos pacientes e seus acompanhantes.
O INCAVoluntário promove regularmente capacitações para os 600 voluntários junto a uma equipe multidisciplinar do INCA, com o intuito de aprimorar e aumentar o conhecimento sobre assuntos relacionados à área hospitalar e oncológica, e para os voluntários aperfeiçoarem as atividades desenvolvidas junto aos usuários
A equipe do INCAVoluntário apoia:
- Pacientes internados e acompanhantes;
- Pacientes em tratamento ambulatorial;
- Pacientes em acompanhamento;
- Oficinas de mútua ajuda;
- Pacientes em condições financeiras desfavoráveis.

## Ligações Externas
- Portal do Inca
- Revista Brasileira de Cancerologia
- Observatório da Política Nacional de Controle do Tabaco
- Portal Saúde - Ministério da Saúde, Governo Federal
- Fundação do Câncer
- Sociedade Brasileira de Cancerologia (SBC)
- Sociedade Brasileira de Oncologia Clínica (SBOC)
- Sociedade Brasileira de Oncologia Pediátrica (Sobope)
- Sociedade Brasileira de Cirurgia Oncológica (SBCO)
- Sociedade Brasileira de Enfermagem Oncológica (SBEO)
- Union for International Cancer Control (UICC)
- Registro Nacional de Doadores Voluntários de Medula Óssea (REDOME)
- Controle do Câncer do Colo de Útero
- Controle do Câncer de Mama
- Fundação Oncocentro de São Paulo (Fosp)